# Jan Rudolf Chotek z Chotkova
Jan Nepomuk Rudolf (říšský) hrabě Chotek z Chotkova a Vojnína (německy Johann Nepomuk Rudolf (Reichs)graf Chotek von Chotkowa und Wognin; 17. května 1748 Vídeň – 26. srpna 1824 Vídeň) byl český šlechtic, rakouský státník a mecenáš. Od mládí zastával funkce ve správě habsburské monarchie, nakonec byl nejvyšším purkrabím Českého království (1802–1805) a později ještě státním ministrem ve Vídni. Získal Řád zlatého rouna (1808) a jako pokrokový aristokrat patřil též k předním osobnostem počáteční fáze českého národního obrození, v letech 1804–1824 byl prezidentem Královské české společnosti nauk. Na svých statcích proslul budováním parku u zámku Veltrusy a výstavbou rodinné rezidence Kačina. Z jeho početného potomstva vynikli synové Ferdinand Maria (1781–1836), arcibiskup v Olomouci, a Karel (1783–1868), dlouholetý český nejvyšší purkrabí.

## Životopis

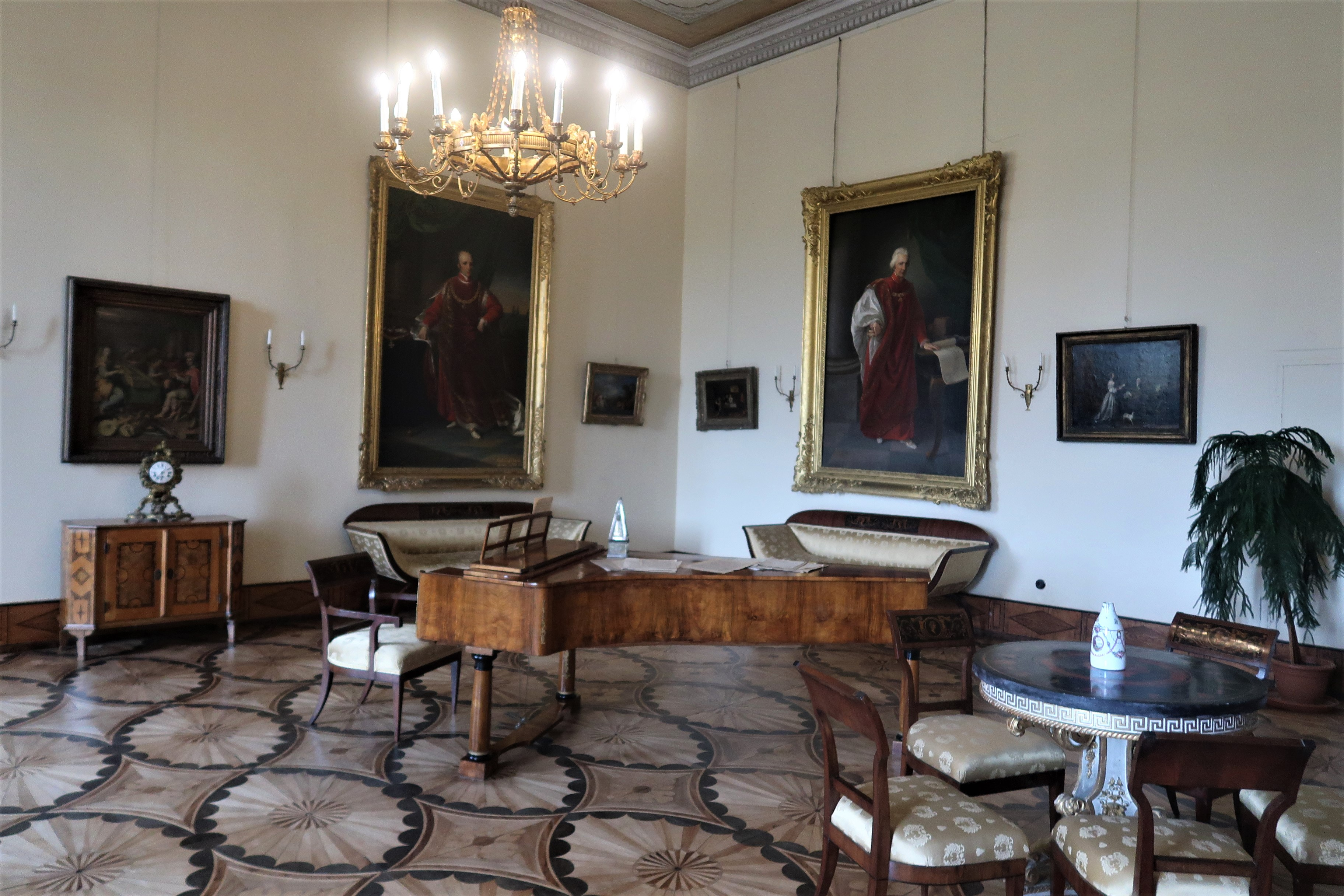
Interiér zámku Kačina, hudební salón. Vpravo portrét Jana Rudolfa, vlevo portrét jeho syna Karla

Pocházel ze staré české rodiny Chotků, byl jediným synem Jana Karla Chotka (1704–1787) a jeho manželky Anny Marie, rozené hraběnky Kotulínské (1711–1798). Narodil se ve Vídni, kde také strávil dětství. Studoval filozofii, přírodní vědy, práva a politické vědy, vědomosti získal například také v architektuře. I když jeho jméno není průkazně doloženo na žádné vysoké škole, dostalo se mu pečlivého vzdělání a později ve státních funkcích a správě majetku prokázal rozsáhlé znalosti z různých oborů. V roce 1768 pobýval v Praze a Čáslavi, kde měl studovat fungování státní správy na krajské úrovni. Poté se přes rakouské země vydal na kavalírskou cestu (1768–1770). V Miláně se podle rodičovských plánů setkal se svým bratrancem hrabětem Josefem Augustem Wilczkem a dále cestovali spolu. Pokračovali do Říma a Neapole, část cesty po Itálii absolvovali v doprovodu císaře Josefa II. Další cesta vedla do Francie s několikaměsíčním pobytem v Paříži. Po návštěvách Rakouského Nizozemí a Holandsku následoval delší pobyt v různých německých zemích a v listopadu 1770 návrat do Vídně.

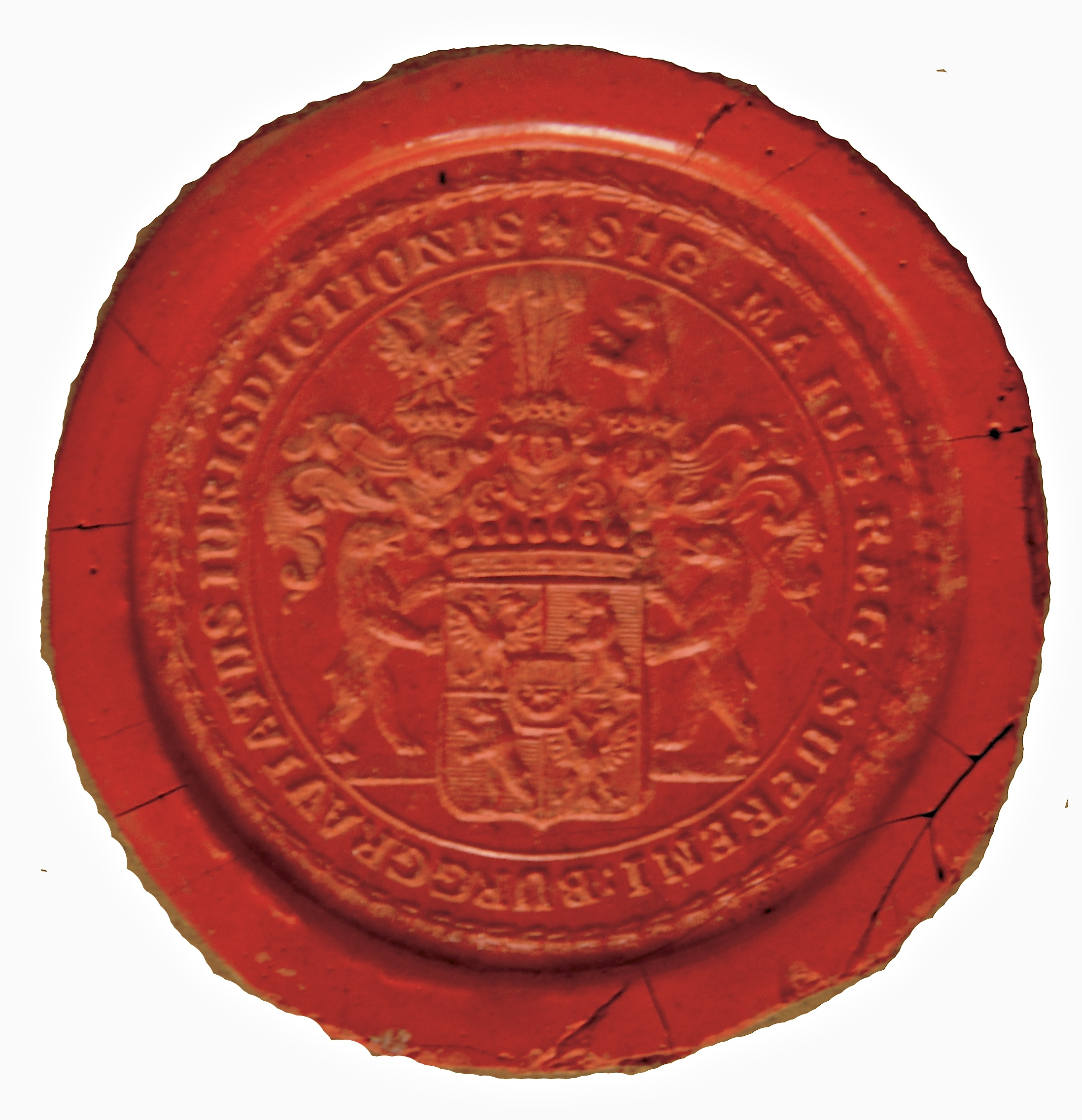
Pečeť nejvyššího purkrabího Jana Rudolfa Chotka

Politickou kariéru zahájil koncem roku 1770 v úřadu svého strýce, nejvyššího kancléře Rudolfa Chotka (1706–1771), který krátce poté zemřel. Jan Rudolf byl pak vládním radou v Dolních Rakousích (1771–1776) a od roku 1776 dvorním radou česko-rakouské dvorské kanceláře. K vyšším funkcím se dostal až po nástupu Josefa II. V letech 1781–1782 zastával úřad prezidenta Dvorské komise pro cenzuru knih a v této funkci se zasloužil o rozšíření svobody tisku. V roce 1782 doprovázel ruského velkoknížete Pavla na cestě do Benátek. Téhož roku byl krátce prezidentem dvorské komory a od roku 1782 působil v úřadu nejvyššího kancléře jako dvorský kancléř. Nakonec se neztotožnil s finanční politikou Josefa II. a v roce 1789 rezignoval. Značný vliv si ale uchoval na českém zemském sněmu, kde proslul aktivitami proti vídeňské centralizační politice. Za vlády Leopolda II. byl v letech 1791–1792 krátce znovu prezidentem dvorské komory (ministrem financí). Po nástupu Františka II. došlo k další reformě státní správy a Chotek se na deset let ocitl mimo vysoké funkce.

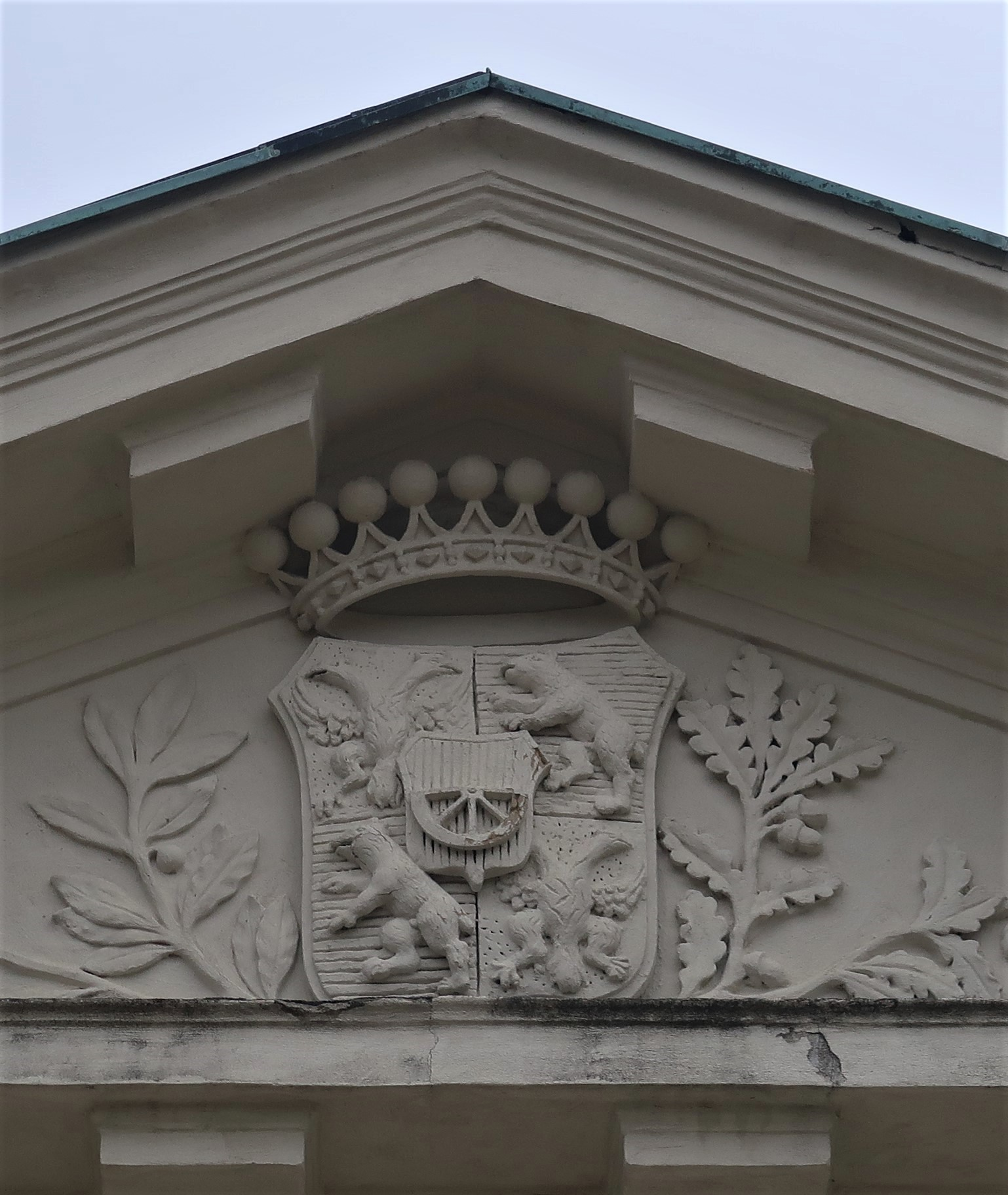
Erb Chotků na zahradním průčelí zámku Kačina

V letech 1802–1805 byl nejvyšším purkrabím Českého království a prezidentem zemského gubernia. V této funkci získal značné zásluhy, mimo jiné zpřístupnil pro veřejnost Královskou oboru a nechal přestavět Místodržitelský letohrádek. V Čechách inicioval budování nových silnic a věnoval se i rozvoji průmyslové výroby. Z funkce nejvyššího purkrabího musel odstoupit v červnu 1805, protože byl pokládán za viníka růstu cen během napoleonských válek. Od roku 1805 pobýval znovu ve Vídni ve funkci státního a konferenčního ministra, v roce 1810 byl předsedou komise pro vypracování politického zákoníku. Z aktivní státní služby odešel v roce 1815. V letech 1804–1824 byl prezidentem Královské společnosti nauk, v roce 1818 se podílel také na založení Národního muzea. Byl též c.k. tajným radou a komořím, v roce 1808 obdržel Řád zlatého rouna.

## Majetek a stavební aktivity

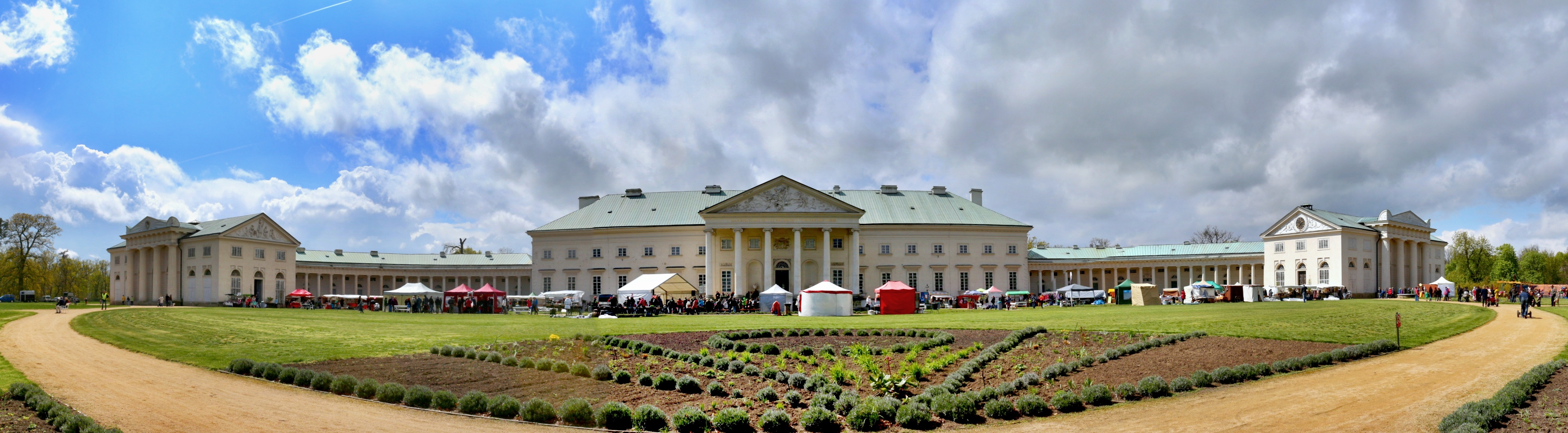
Zámek Kačina, hlavní rodové sídlo postavené v letech 1802–1824

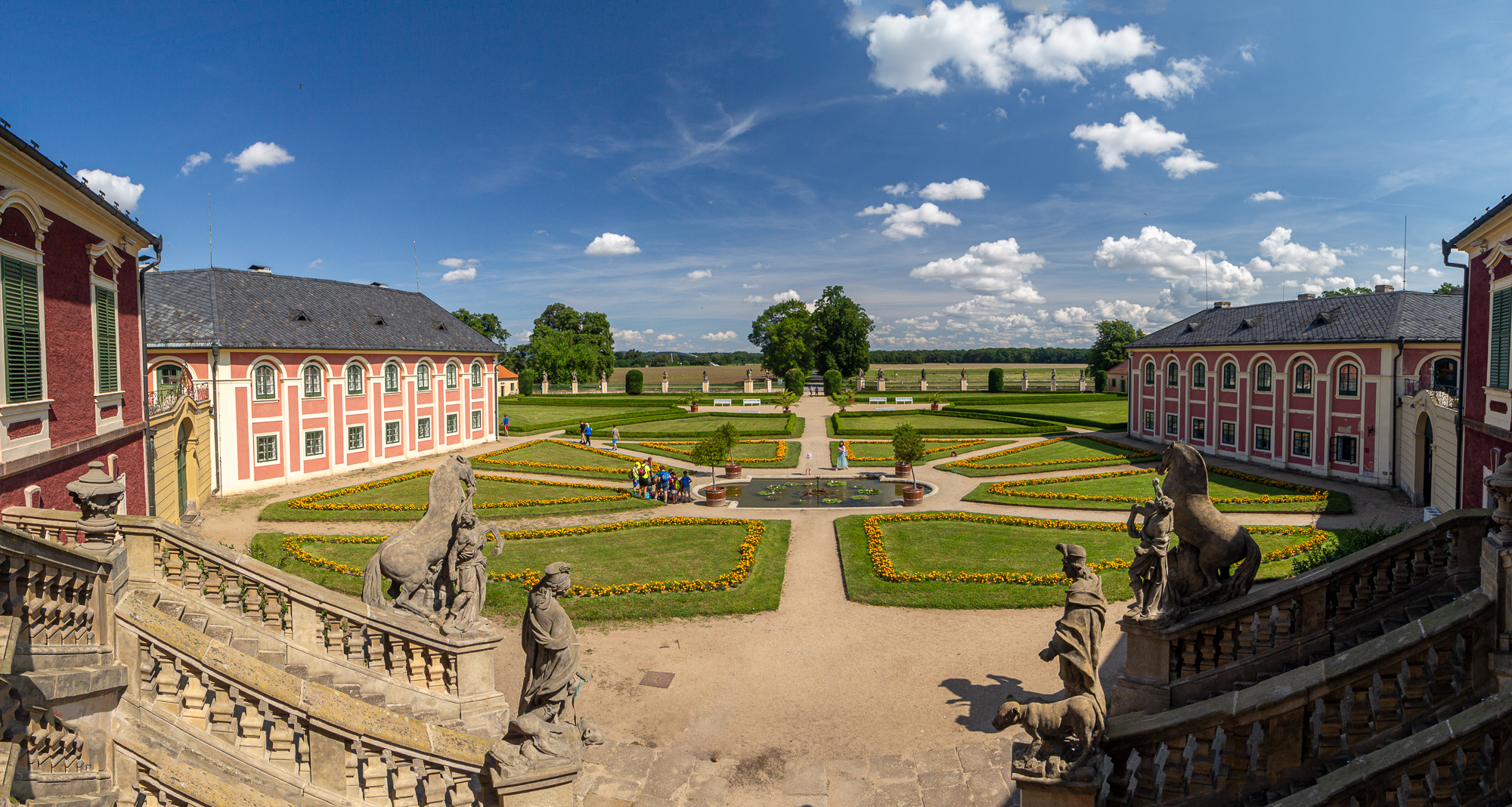
Francouzský park veltruského zámku

Po strýci Rudolfovi zdědil v roce 1771 fideikomisní panství Veltrusy s domem U Zlatéhou melounu v Praze. Po otci Janu Karlovi převzal v roce 1787 panství Nové Dvory na Kutnohorsku. K Novým Dvorům přikoupil v roce 1791 statek Hlízov za 81 000 zlatých. V přestávkách mezi politickou činnosti zahájil Jan Rudolf Chotek rozsáhlé úpravy parků ve Veltrusích a kolem Nových Dvorů. Zatímco ve Veltrusích byl vybudován jeden z největších anglických parků s množstvím drobných stavebních doplňků, úpravy okolí Nových Dvorů vyvrcholily stavbou velkolepého empírového zámku v Kačině (1802-1824). K úpravám okolí veltruského zámku přistoupil krátce po jeho převzetí. Význam veltruského parku spočívá v tom, že vznikal o několik let dříve, než se koncept krajinářské úpravy začal prosazovat v celoevropském měřítku. K utváření parku povolal Chotek přední zahradníky a zahradní architekty, díky svému rozhledu a zkušenostem ze zahraničních cest do jeho podoby osobně zasahoval. Ve veltruském parku se nejvíce stavělo v 90. letech, kdy byl Jan Rudolf Chotek mimo aktivní politiku (Chrám přátel venkova a zahrad, 1792–1794; Laudonův pavilón, 1792–1797; Červený mlýn). Neméně aktivní byl Chotek také na novodvorském panství, kde proběhla adaptace zámku a úpravy okolního parku. Hlízovský zámek zakoupený v roce 1791 byl upraven na byty úředníků, nedaleko odtud východním směrem vznikl krátce poté lovecký letohrádek Červený domek. Zámky v Nových Dvorech ani ve Veltrusech nesplňovaly požadavky na honosné sídlo bohatého a vzdělaného Jana Rudolfa Chotka, proto nakonec došlo k výstavbě jednoho z největších empírových zámku v Čechách. Kačina poblíž Nových Dvorů patří k významným památkám šlechtické architektury první poloviny 19. století. Vzhledem k vysokým finančním nákladům probíhala stavba přes dvacet let (1802–1824). Funkčnost zámku jako rodinného sídla byla podřízena požadavkům na reprezentaci, díky tomu vznikla stavba výjimečných kvalit. Na centrální obytnou budovu navazují kolonády s přistavěnými pavilóny. Zatímco divadlo v severním pavilónu bylo dokončeno až o mnoho let později, centrální kruhový sál knihovny se 40 000 svazky knih v jižním pavilónu se stal chloubou zámku již za života Jana Rudolfa.
Jan Rudolf Chotek zemřel ve Vídni 26. srpna 1824 ve věku 76 let. O několik měsíců přežil svého nejstaršího syna Jana Nepomuka, dědicem rodového majetku se stal vnuk Jindřich (1802–1864). Jan Rudolf byl na základě své poslední vůle pohřben na hřbitově v Nových Dvorech, v roce 1829 byly jeho ostatky přemístěny do nově postavené rodinné hrobky tamtéž.

## Rodina
Hrabě Chotek se oženil 15. února nebo 18. března[zdroj?] 1772 ve Vídni s hraběnkou Marií Sidonií z Clary-Aldringenu (10. listopad 1748 Praha – 16. únor 1824 Vídeň), dcerou knížete Františka Václava z Clary-Aldringenu 8. březen 1706 Teplice – 21. červen 1788 Vídeň) a jeho manželky (∞ 14. únor 1747 Vídeň) hraběnky Marie Josefy z Hohenzollern-Hechingenu (20. leden 1728 Freiburg im Breisgau – 3. prosinec 1801 Vídeň). Měli spolu deset dětí, osm z nich se dožilo dospělosti, nejvýznamnější byl Karel Chotek.
- 1. Jan Nepomuk Josef (24. únor 1773 Vídeň – 8. duben 1824 Praha), c. k. komoří, prezident spolku pro podporu chudých a čestný občan Prahy, zakladatel (I.) majorátní linie na Veltrusech a Nových Dvorech
  - ∞ 12. říjen 1799 Vídeň Marie Isabela z Rottenhanu (6. červenec 1774 Praha – 14. prosinec 1817 Praha), dcera Jindřicha Františka z Rottenhanu
- 2. Rudolf (13. srpen 1775 – 15. srpen 1779)
- 3. Josef (19. březen 1776 – 6. červenec 1809 padl v bitvě u Wagramu), zakladatel II. linie hrabat Chotků
  - ∞ 6. říjen 1802 Žofie z Auerspergu (7. září 1780 – 7. prosinec 1865)
- 4. Marie Aloisie (21. červen 1777 Neuhof – 8. březen 1864 Teplice)
  - ∞ 26. říjen 1802 Neuhof Karel Josef, kníže Clary-Aldringen (12. prosinec 1777 Vídeň – 31. květen 1831 Vídeň)
- 5. Václav František (23. červenec 1778 – 1. srpen 1807), neoženil se
- 6. Rudolf (10. červen 1780 – 6. leden 1782)
- 7. Ferdinand Maria (8. září 1782 Vídeň – 5. srpen 1836 Praha), biskup tarnovský (1831–1832) v Haliči, poté 4. arcibiskup olomoucký (1832–1836)
- 8. Karel (23. července 1783 Vídeň – 28. prosince 1868 Vídeň), rytíř Řádu zlatého rouna, c. k. tajný rada a komoří, guvernér Tyrolska a Vorarlberska, nejvyšší purkrabí pražský a prezident (zemského) gubernia Českého království (1826–1843), zakladatel (III.) velkobřezenské linie hrabat Chotků
  - ∞ 9. červen 1817 Vídeň Marie hraběnka Berchtoldová z Uherčic (21. leden 1794 – 18. únor 1878)
- 9. Terezie (12. červen 1785 – 20. prosinec 1872 Praha)
- 10. Heřman (28. červen 1786 Vídeň – 25. duben 1822 Milán), zakladatel (IV.) uherské linie hrabat Chotků
  - ∞ 22. leden 1813 Henrietta, hraběnka Brunswick von Korompa (12. říjen 1789 Pešť – 27. leden 1857 Vídeň), jejich děti:
  - 1. Hermína (14. březen 1815 Budapešť – 3. duben 1882 Vídeň),
  - ∞ František hrabě Folliot de Crenneville (1815–1888)
  - 2. Otto (1816–1896), major, člen rakouské panské sněmovny
  - 3. Rudolf (1822–1903), dědičný člen uherské sněmovny magnátů
  - ∞ 28. červen 1862 Vídeň Marie Antonie, hraběnka von Khevenhüller-Metsch (17. říjen 1838 Komorní Hrádek – 31. říjen 1892 Vídeň), jejich děti:
    - Marie Henrieta (24. 11. 1863 Dolná Krupá – 13. 2. 1946 Dolná Krupá)
    - Gabriela (* 1868)
    - ∞ František, hrabě Schönborn
    - Rudolf (1870–1921), c. k. komoří, tajný rada a dědičný člen uherské sněmovny magnátů
    - ∞ Irma Marie Raday von Rada